# 忠信镇 (连平县)
忠信镇是中国广东省河源市连平县下辖的一个镇，位于灯塔盆地中部。辖区总面积151平方公里，下辖5个社区12个村，总人口6万人，其中流动人口1.5万人。

## 广义与狭义
忠信作为一个地名可表示多个范围。行政意义上的“忠信”指忠信镇这个行政区划。
在忠信镇及周围镇本地人的概念里，“忠信”指的是包含油溪镇、高莞镇、忠信镇、三角镇、大湖镇、绣缎镇在内的连平县的下半县地区。这与忠信镇作为连平县下半县的经济文化中心地位密不可分。
油溪镇和高莞镇曾经属于忠信镇管辖，油溪镇高莞镇和忠信镇因此被并称作“忠信三垌”。
有的时候“忠信”还指忠信镇中心的径口社区、黄岭社区、栗园社区、老街社区、官陂社区，即“忠信街”

## 行政区划
忠信镇下辖以下村级行政区划单位
老街社区、黄岭社区、粟园社区、径口社区、官陂社区、上堂村、司前村、西湖村、新下村、中洞村、柘陂村、水唇村、东升村、黄花村、曲塘村、大坪村和大陂村。

## 地理位置
北邻高莞镇，东与三角镇相连，南与东源县顺天镇相接，西边是油溪镇。

## 奇闻
该镇中洞小学整座学校处于洞中。